# Medaljong (konst)
Medaljong (från franskans médaillon, av italienskans medaglione, av medaglia, från latinets metallum) är en rund eller oval utsmyckning med ornament, porträtt, relief eller annan bild, antingen som fritt konstverk eller som dekoration inom arkitektur, på möbler samt glas- och porslinsföremål. I arkitekturen förekommer medaljonger som fasadutsmyckning i form av reliefer. Det är exempelvis vanligt att placera medaljonger i spandriller. Ibland föreställer dessa medaljonger kända personer och kallas då för porträttmedaljong. Ett ovalt fält på en vävnad, matta eller tapet kallas också för medaljong.

## Exempel

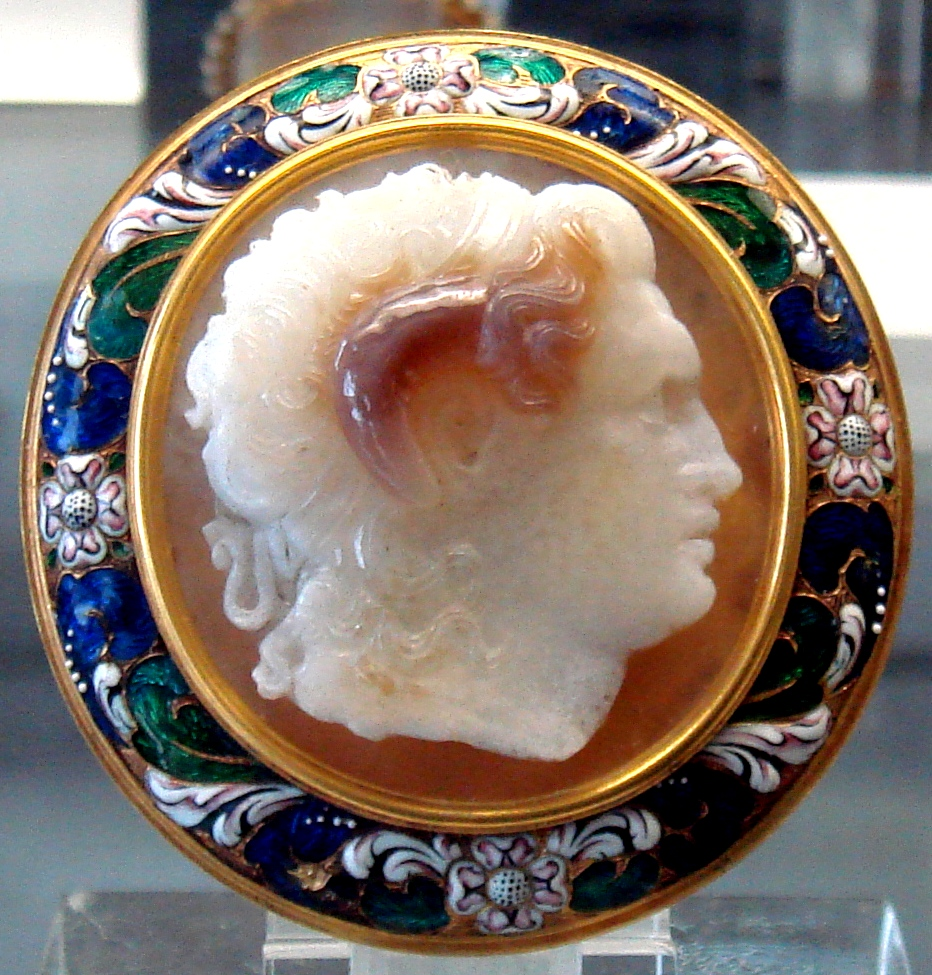
Grekisk medaljong från 325 f.Kr.
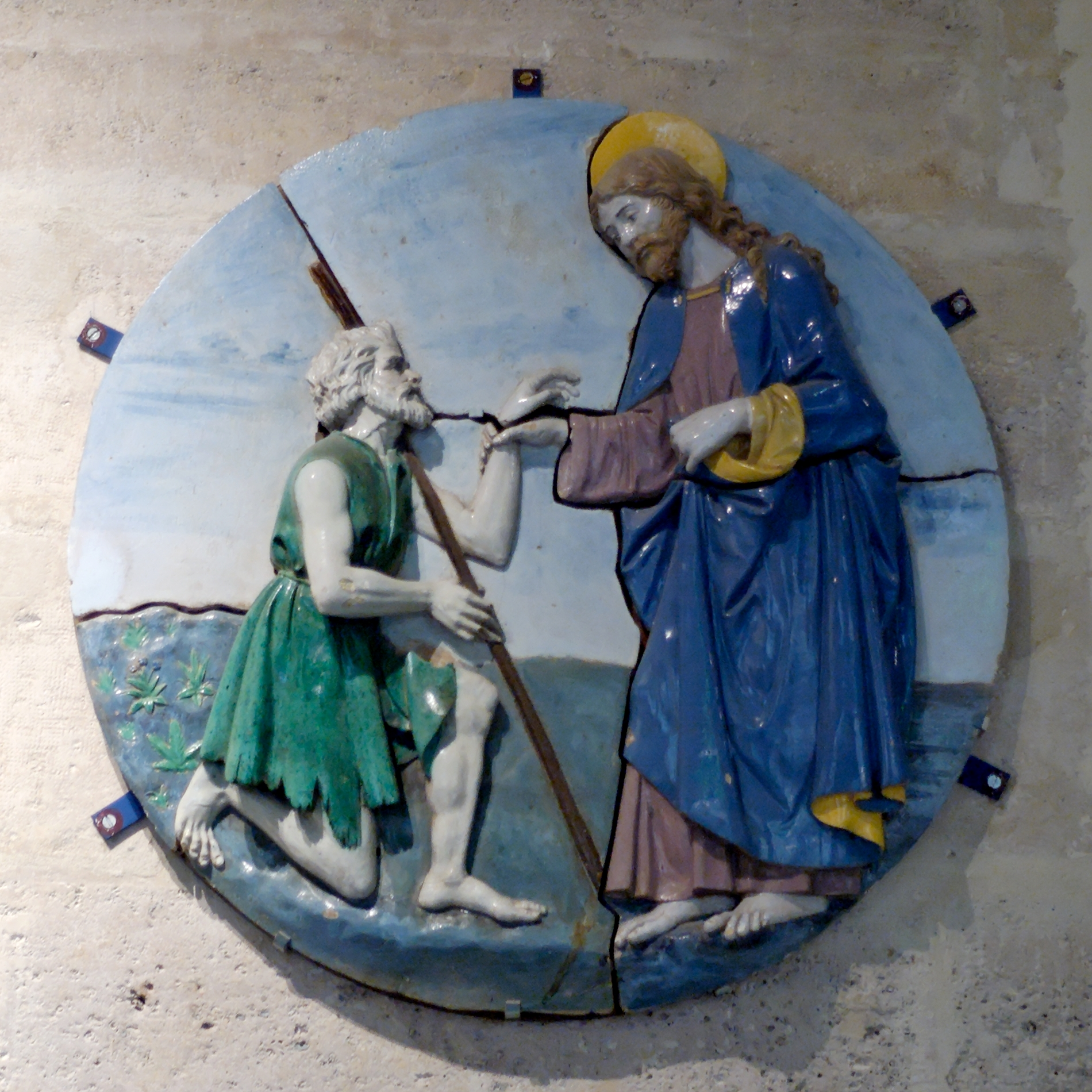
Italiensk medaljong från 1493.
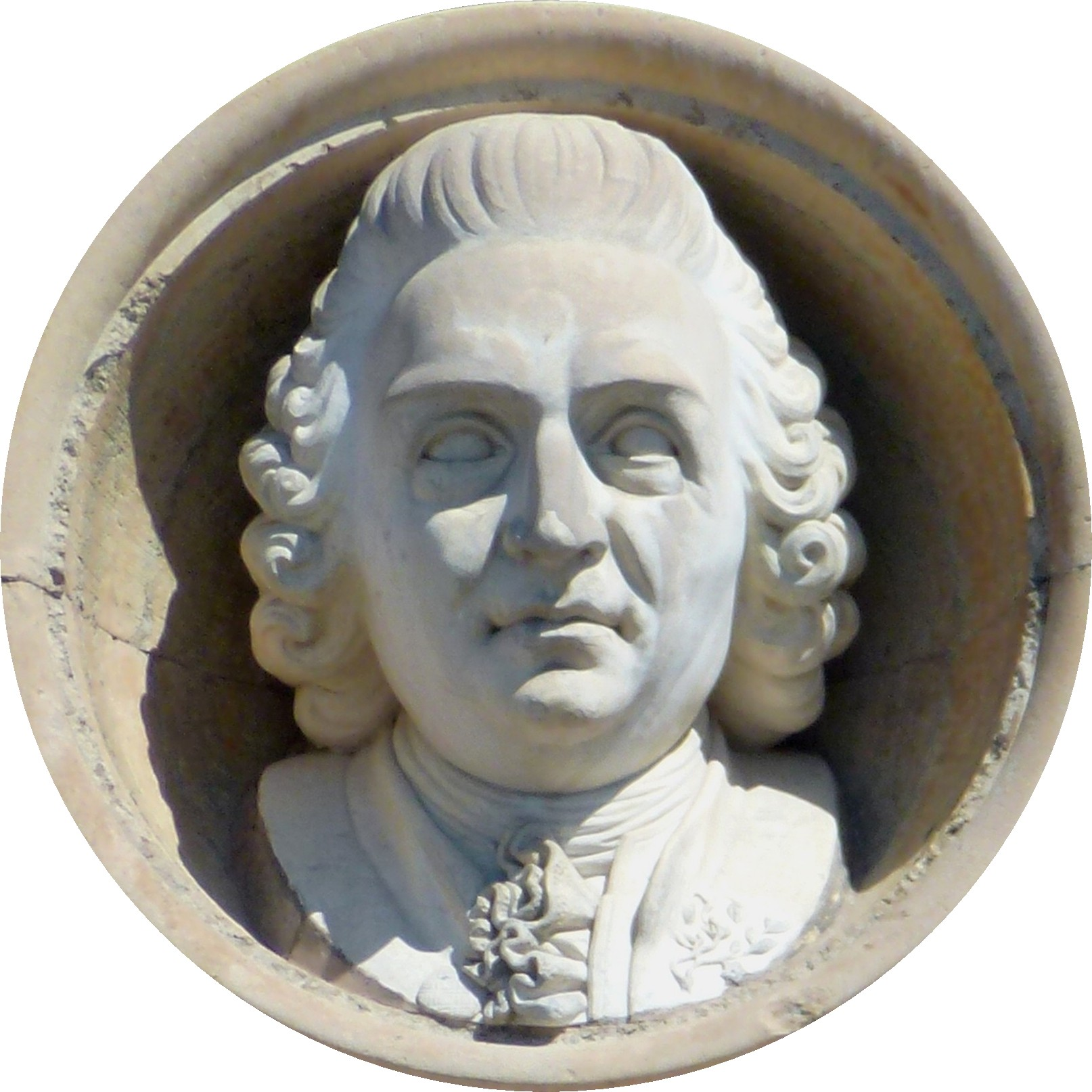
Porträttmedaljong från 1866 visande Carl von Linné.
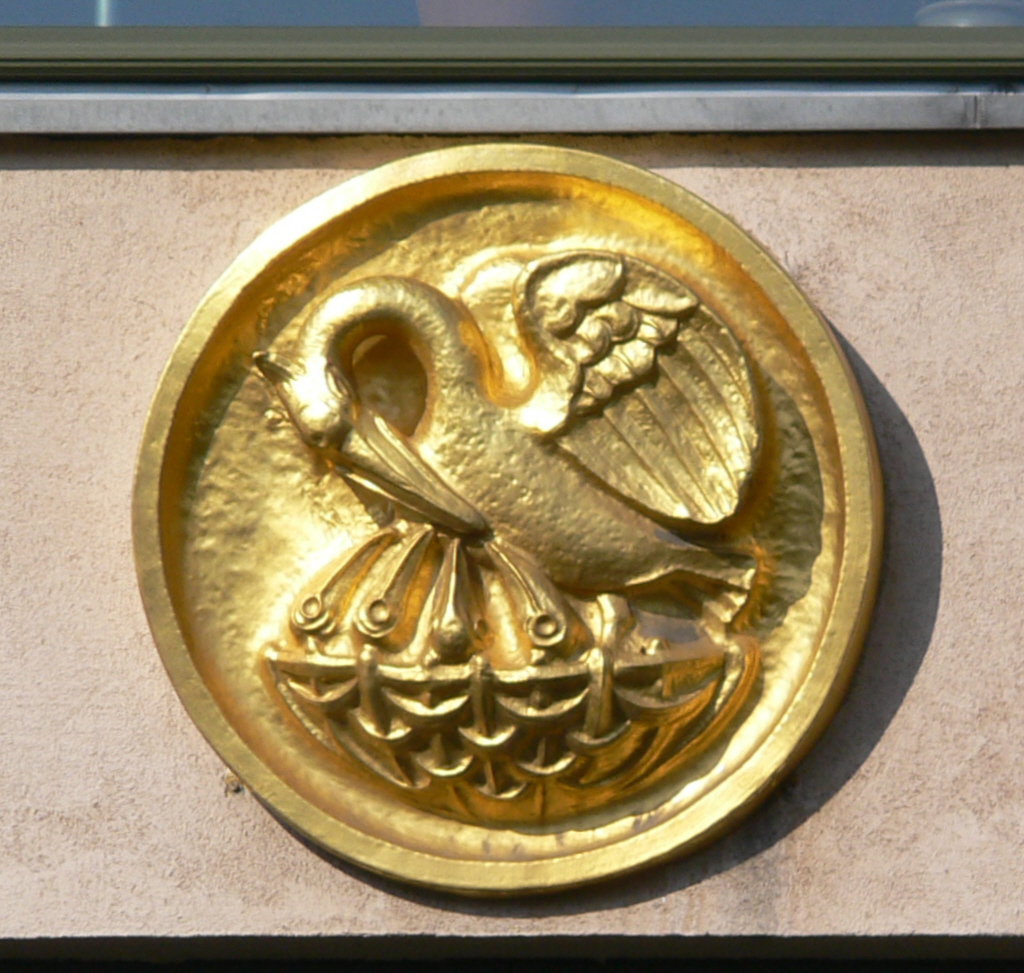
Tysk medaljong från 1905.